# Фойт-Арена
«Фойт-Арена» (нім. Voith-Arena) — багатофункціональний стадіон у місті Гайденгайм-ан-дер-Бренц, Німеччина, домашня арена ФК «Гайденгайм». Місткість арени становить 15 000 глядачів.
Стадіон відкритий 1971 року. У 2009 році здійснено капітальну реконструкцію арени.
Стадіон розташований на висоті 555 м над р.м., що робить його ареною, розташованою найвище серед місць проведення матчів професійних футбольних команд Німеччини.
Був місцем проведення матчів в рамках Юнацького чемпіонату Європи з футболу 2016 року.